# Hellertshausen
Hellertshausen ist eine Ortsgemeinde im Landkreis Birkenfeld in Rheinland-Pfalz. Sie gehört der Verbandsgemeinde Herrstein-Rhaunen an.

## Geographie
Hellertshausen liegt im Hunsrück, am südlichen Rande des Idarwaldes. 71,1 Prozent der Gemarkungsfläche sind bewaldet. Im Osten befindet sich Hottenbach, im Süden Asbach, im Westen Schauren und nördlich liegt Stipshausen.
Zu Hellertshausen gehören auch die Wohnplätze Forsthaus Vierherrenwald, Hammerbirkenfeld, Hellertshauser Mühle, Hof Mombach und Spinnerei Aschied.

## Geschichte
Der Ort wurde im Jahr 1331 als Hildertusin erwähnt.
Bevölkerungsentwicklung
Die Entwicklung der Einwohnerzahl von Hellertshausen, die Werte von 1871 bis 1987 beruhen auf Volkszählungen:
| Jahr | Einwohner |
| ---- | --------- |
| 1815 | 225       |
| 1835 | 378       |
| 1871 | 261       |
| 1905 | 237       |
| 1939 | 231       |
| 1950 | 251       |
| 1961 | 275       |

| Jahr | Einwohner |
| ---- | --------- |
| 1970 | 275       |
| 1987 | 203       |
| 1997 | 177       |
| 2005 | 204       |
| 2011 | 204       |
| 2017 | 183       |
| 2022 | 189       |

## Politik

### Gemeinderat
Der Gemeinderat in Hellertshausen besteht aus sechs Ratsmitgliedern, die bei der Kommunalwahl am 9. Juni 2024 in einer Mehrheitswahl gewählt wurden, und dem ehrenamtlichen Ortsbürgermeister als Vorsitzendem.

### Bürgermeister
Norbert Alt wurde am 5. Oktober 2021 Ortsbürgermeister von Hellertshausen. Da für eine am 26. September 2021 angesetzte Direktwahl kein gültiger Wahlvorschlag eingereicht wurde, oblag die Neuwahl des Bürgermeisters gemäß Gemeindeordnung dem Rat, der sich für den bisherigen Ersten Beigeordneten entschied. Bei der Direktwahl am 9. Juni 2024 wurde er als einziger Bewerber mit einem Stimmenanteil von 60,2 % für weitere fünf Jahre wiedergewählt.
Alts Vorgänger Karl-August Piontek hatte das Amt 1994 übernommen und war zuletzt 2019 durch den Rat bestätigt worden. Im Mai 2021 kündigte Piontek jedoch an, sein Amt zum 30. September 2021 niederzulegen.

## Wirtschaft und Infrastruktur
Der Ortsteil Hammerbirkenfeld bildete den Grundstein der Stumm’schen Eisendynastie.
In Hellertshausen gibt es ein Dorfgemeinschaftshaus. Im Süden verläuft die Bundesstraße 422. In Idar-Oberstein ist ein Bahnhof der Bahnstrecke Bingen–Saarbrücken.

## Persönlichkeiten

### Söhne und Töchter
- Friedrich Boor (1844–1919), Hunsrücker Mundartdichter.